# Fernando Vargas
Fernando Vargas (* 7. Dezember 1977 in Oxnard, Kalifornien) ist ein ehemaliger US-amerikanischer Boxer, dessen Profikarriere von 1997 bis 2007 andauerte. Er war von Dezember 1998 bis Dezember 2000 Weltmeister der IBF und von September 2001 bis September 2002 regulärer Weltmeister der WBA im Halbmittelgewicht. Als Amateur war er unter anderem Teilnehmer der Olympischen Sommerspiele 1996 in Atlanta.

## Amateurkarriere
Vargas gewann 1994 im Leichtgewicht mit einem Finalsieg gegen Terrance Cauthen die US-Meisterschaft und erkämpfte in Mar del Plata eine Bronzemedaille im Halbweltergewicht bei den Panamerikanischen Spielen 1995.
1996 gewann er die nationale Olympiaqualifikation in Oakland und die olympischen Box-offs in Augusta (Georgia). Er startete daraufhin im Weltergewicht bei den Olympischen Spielen 1996, siegte in der Vorrunde gegen Tengiz Meschadze, schied jedoch im Achtelfinale knapp mit 7:8 gegen Marian Simion aus.

## Profikarriere
Vargas startete sein Profidebüt im März 1997 und blieb in 20 Kämpfen ungeschlagen. Er siegte dabei unter anderem gegen Romallis Ellis und gewann am 12. Dezember 1998 in Atlantic City (New Jersey) den IBF-Weltmeistertitel durch einen vorzeitigen Sieg in Runde 7 gegen Luis Campas (Kampfbilanz: 72-2). Anschließend gelangen ihm fünf Titelverteidigungen gegen Howard Clarke (26-10), Raúl Márquez (30-1), Ronald Wright (39-2), Ike Quartey (34-1) und Ross Thompson (24-3).
Am 2. Dezember 2000 boxte er in einer Titelvereinigung gegen den WBA-Weltmeister Félix Trinidad (38-0), verlor den Kampf jedoch in Las Vegas durch TKO in Runde 12.
Nach einem Aufbausieg gegen Wilfredo Rivera (32-4) boxte er am 22. September 2001 in Las Vegas um den vakanten WBA-Weltmeistertitel und gewann durch K. o. in der siebenten Runde gegen Jose Flores (43-7). In seinem nächsten Kampf, einer Titelvereinigung gegen den WBC-Weltmeister Óscar de la Hoya (34-2), verlor er in Las Vegas durch TKO in Runde 11.
Nach vier folgenden Siegen, im letzten davon gegen Javier Castillejo (58-5), boxte er in einem WBA-Ausscheidungskampf gegen Shane Mosley (41-4) und verlor durch TKO in Runde 10.
Nach einer Niederlage im Rückkampf gegen Mosley, bestritt er am 23. November 2007 seinen letzten Kampf und verlor dabei gegen Ricardo Mayorga (27-6).

## Filmografie
- 2006: Alpha Dog – Tödliche Freundschaften (Alpha Dog)